# Буслов, Анатолий Ефимович
Анатолий Ефимович Буслов (10 (22) мая 1884 — 4 октября 1953) — член Всероссийского учредительного собрания.

## Биография

### Происхождение
Из крестьянской семьи. Отец — Ефим Павлович Буслов. Он принадлежал к первому поколению, носившему эту фамилию. Она произошла от прозвища «Бусёл» (аист), данного белорусскими крестьянами беглому крепостному, прадеду Анатолия. Дед А. Е. Буслова также носил это прозвище. Мать — Ирина Захаровна урождённая Шпак. Старший брат А. Е. Буслова депутат Государственной думы Российской империи I созыва от Могилёвской губернии Ф. Е. Буслов.

### Образование
Обучаться грамоте начал в шесть лет в подготовительном классе при Троицкой церкви. В 1893 году семья переезжает в Саратов, а в 1894 —в Камышин. В Камышине определён по настоянию старшего брата в реальное училище, но учился плохо оставался на второй год. Отправлен к сестре Груне в город Рогачёв, поступает во второй класс городского училища. Учился хорошо, но изгнан «за святотатство», так как из обнажённой на обрыве у реки старой могилы, вытащил кости, чтобы «собрать скелет». В 1896 году переезжает к брату в Ржев Тверской губернии.

### Начало работы
Во Ржеве 1896 году работает учеником в слесарном цехе железнодорожного депо. Возвращается в Киев к матери. В 1899 работал по ремонту пароходов на Днепре, упорно готовился к экзаменам на звание учителя, но провалился на первом экзамене по закону божьему. Уехал в Одессу.
В Одессе жулики, обещавшие устроить на работу, украли последние деньги, вернулся пешком в Киев. В Киеве репетитор Михаил, готовивший к экзамену на звание учителя, и оказавшийся социалистом-революционером, поручил распространять листовки. Устроился по поручению Михаила на Южно-русский завод. Начал там помогать пожилому рабочему, Егору Петровичу, распространять и эсдековскую литературу. Снова сдавал экзамены и снова провалил их. Поступил на завод «Арсенал». Начал помогать в работе подпольной типографии на Яру около Райгородка или Китайгородка. Заметил слежку за собой, в доме прошёл обыск, не давший полиции результатов. После разговора с жандармским полковником: «Выбирайте либо административная ссылка, либо уезжайте сами», уехал из Киева в Забайкалье к брату Фёдору.

### Работа на Маньчжурии
В конце 1901 года начал работать в депо на станции Маньчжурия КВЖД. С помощью брата перевёлся в город Хайлар в коренное депо КВЖД и в скором времени назначен был помощником машиниста. Сдал экзамен на машиниста. В конце 1903 года уже работал на маневровом паровозе. Но был уволен из-за забастовки («бузы») в связи с новыми нормами на расход смазки, керосина и обтирочных материалов. Искал работу в Харбине и Порт-Артуре. Вместе с Егором Егоровым решил заняться старательством, золото не нашли, истратив последние деньги, вернулись в Порт-Артур. Поступил машинистом третьей статьи на пароход «Харбин», не смог работать из-за морской болезни. Устроился торговать газетой «Новый Край». Перешёл в извозчики в Порт-Артуре. Попал в аварию, уволился. Вернулся в Хайлар. Устроился машинистом на станции Джалайнор, где открыли залежи угля.

### Участие в обороне Порт-Артура
С началом русско-японской войны возвращается в Порт-Артур, устроился механиком на землечерпалку.  Получил георгиевский крест за разгрузку снарядов с горевшей пристани. В период осады Порт-Артура был досрочно призван на военную службу. Назначен на седьмой запасный Восточно-Сибирский стрелковый батальон в третью роту, которая находилась на 2-м форту. Второй форт и гора «Высокая» были местом ожесточённых сражений. За отражение атаки японцев на второй форт получил второй георгиевский крест. Работал на контр-подкопах. 4 декабря 1904 получил ранение и попал в госпиталь с ранением и цингой. 20 декабря при сдаче Порт-Артура попал в плен. Познакомился с японским солдатом, немного говорившим по-русски, благодаря ему через месяц научился объясняться и понимать по-японски.

### В японском плену
Отправлен с партией в 2 тысячи пленных пешком из Порт-Артура в Дальний, оттуда на корабле в Японию. Прошёл карантин на острове Симоносеки. Попал в лагерь военнопленных в посёлке Хамадэра Сакайского уезда Осакской губернии. Назначен японской администрацией почтальоном для связи между дворами лагеря. Участвовал в кружке самообразования. Познакомился с японцем «Иваном Ивановичем», говорившем по-русски. По его просьбе начал распространять революционную литературу, поступавшую от доктора Русселя. 31 октября отправлен в Кобэ для возвращения в Россию, где пленных на пароход «Владимир» принимал генерал Данилов. Во Владивостоке бывшие пленные были размещены в кавалерийских конюшнях. Участвовал в депутации бывших пленных к генералу Надарову с требованием немедленной отправки по домам. Посетил японских военнопленных для проверки условий их содержания. Через Харбин и Хайлар 26 декабря 1905 вернулся в Быхов.

### После плена
Пытался устроиться машинистом на Николаевскую железную дорогу, но не был принят из-за ухудшившегося зрения. В 1906 году участвовал в некоторых акциях партии эсеров в Киеве: в захвате типографии для срочной печати листовок, предоставлял жильё скрывающимся членам партии, был связным с городским комитетом партии эсеров, организовал городскую конференцию и её охрану. В мае 1906 года принят на работу в партию по изысканию Сибирско-Туркестанской железной дороги под руководством инженера С. А. Таубе. Заведовал базой партии в селе Крапивинском на реке Томь. Осенью вернулся в Киев, после проведения беседы в Бундовском кружке арестован, провёл три месяца в Лукьяновской тюрьме. При освобождении жандармский подполковник посоветовал уехать из Киева. А. Е. Буслов уехал на постройку Амурской железной дороги в город Нерчинск.

#### В Нерчинске
В Нерчинске устроился рабочим в литографию. Работает вместе с несколькими революционерами, находившимися на нелегальном положении, а также Марком Елизаровым, служившим главным инженером технологического отдела. Знакомится с Фаиной Ефимовной Рязанской, проживавшей по паспорту сестры Ольги Ефимовны Хабаровой, и женится на ней. После неожиданного обыска, проведённого полицией, молодожёны спешно выезжают во Владивосток.

#### На хуторе Лескен
Но через три недели после получения телеграммы от сестры Ольги отправляются в обратном направлении на Кавказ на хутор Лескен Хаевской волости, Нальчикского округа, где находилась колония толстовцев на землях, купленных для них светлейшим князем Дидиани.
В конце февраля 1909 году уезжают из Лескена, Фаина — в Раненбург, Анатолий — в Нерчинск. Работает в литографии, выезжает из Нерчинска в Раненбург после рождения сына Сергея. Едет в Москву для поступления на бухгалтерские курсы Езерского.

#### Работа бухгалтером
Окончив курсы, участвует в работе экспертной комиссии по расследованию коммерческой деятельности земского сельскохозяйственного склада в Мологе, затем направлен помощником бухгалтера в Сапожковскую земскую управу Рязанской губернии. Уволен по решению земского собрания после спора с братом председателя управы, помещиком Кольбергом.
Получил назначение на должность бухгалтера в Еленовском кредитном товариществе в село Еленовка Васильковского уезда Киевской губернии. Товарищество было организовано по инициативе Варвары Николаевны Ханенко, дочери крупнейшего в то время на Украине помещика и сахарозаводчика Терещенко. Начиная с конца 1912 года, по поручению Союза кредитных кооперативов и Госбанка обследовал и инструктировал другие кооперативы Киевской губернии. В 1913 году товарищество получило большую золотую медаль всероссийской сельско-хозяйственной выставке в Киеве за стенд о его достижениях за пять лет.
Весной 1914 года избран председателем Русаловского ссудо-сберегательного товарищества.

### На Первой мировой войне
19 июня 1914 после объявления мобилизации выехал в Быхов. Получил звание младшего унтер-офицера и зачислен ратником ополчения в 397-ю Могилевскую пешую дружину. Дружина переведена в город Холм. Назначен заведующим походным отделением офицерского кооперативного общества. Через 8 месяцев переведён в Брест-Литовск на заведование большим отделением того же общества. Через три месяца отчислен в часть. Произведён в старшие унтер-офицеры и назначен ротным каптенармусом.
После февральской революции избран председателем дружинного комитета. Отказался присягать Временному правительству. Демобилизован как порт-артуровец.

### После демобилизации
Демобилизовавшись, уехал в Киев, а потом к семье в Кагарлык, где Фаина Буслова работала фельдшером. Через месяц вернулся на родину в Быхов. Избран начальником уездной милиции. Был в Могилёве свидетелем убийства Духонина. Свои политические взгляд в этот период А. Е. Буслов описывает следующим образом:

Надо было что-то делать, а в голове был полный разброд. Окружавший меня народ, ориентировался на партию эсеров. Большевиков считали представителями рабочего класса, а нашему могилевскому народу надо было получить землю и большевиков на это способными не считали. Словом, в голове моей был полный разброд.
Однако по архивным данным Буслов стал членом партии эсеров значительно раньше, а в 1917 избран председателем Быховского Совета и уездного комитета партии социалистов-революционеров. По словам Буслова «друзья мои потребовали от меня баллотироваться в депутаты учредительного собрания по эсеровской платформе». По его мнению ему помогла известность фамилии, благодаря выборам брата в Государственную думу первого созыва, и в конце 1917 года он был избран во Всероссийское учредительное собрание в Могилёвском избирательном округе по списку № 1 (эсеры и Совет Крестьянских депутатов). Участвовал в заседания Учредительного собрания 5 января 1918 года. Тридцать лет спустя свои впечатления от этого события он формулирует следующим образом: 

Глупое было наше положение, то есть положение таких как я бесплатформенных людей. Одно было ясно, что эсеры довольно жалкая организация, которая ни на какую власть рассчитывать не может. С другой стороны ясно было, что власть в руках трудящихся и организована она цепко. Ясно было, что никто мужика затирать не собирается. Ясно было, что Учредительное собрание, имеющее эсеровское большинство, существовать не может.

На другой или третий день я уехал обратно…
Осенью 1918 и зимой 1919 Быхов был оккупирован польскими войсками. В феврале Буслов был обвинён польскими военными в организации столкновения поездов на станции Быхов и чудом избежал расстрела. Сбежал в Могилёв, оттуда в Москву. Поступил на работу в культурно-просветительную секцию Московского Центрального Рабочего кооператива. Весной жене с двумя детьми удалось прибыть в Москву. В мае 1919 года избран во вновь организованный комитет рабочих и служащих МЦРК, в комитете избран его председателем. Возглавляет заготовительную группу по продразвёрстке в Саратовской области для МЦРК. Познакомился с Горьким, Шаляпиным, Неждановой, Колонтай, на собрании представителей фабзавместкомов профсоюзов слышал выступление Ленина.
В начале декабря 1919 года переехал вместе с семьёй в Вольск, где на тот момент, было лучше с продуктами. Поступил там в Совет Народного Хозяйства в качестве инструктора по кустарной промышленности. Вскоре назначен Управляющим делами УСНХ, а затем был выбран председателем Совнархоза. Не состоя в РСДРП(б), был членом ревкома и исполкома, а также членом уездного отдела профсоюза Совторгслужащих и уездного пленума профсоюзов.
Автор воспоминаний.

## Семья
Всего в семье родителей А. Е. Буслова было 9 детей (двое умерли в младенчестве):
Первая жена — Фаина Ефимовна урождённая Рязанская (?—декабрь 1936), фельдшер, сочувствовала большевикам, до брака жила на нелегальном положении.
Сын — Сергей
Дочь — Татьяна (20.05.1913—1983), в замужестве Васильева
Дочь — Наталья (?—12.09.1974)
Третья жена (февраль 1930—1935) — Антонина Ивановна урождённая Быкова
Сын — Синтез или Анатолий Анатольевич (16.07.1931— )
Сестра — Аграфена, воспитанница акушерской школы, акушерка в Могилёве
Брат — Фёдор (1875—1921), член I-ой Государственной Думы, "выборжец".
Брат — Иван, 4-х лет от роду упал в трюм баржи и разбился (отец работал в пароходстве)
Сестра — Мария замужем за служащим пароходства в Киеве
Сестра — Анна жила с семьёй Марии
Сестра — Вера (? — 1907) замужем за А. П. Неклюдовым родом из Камышина, у них сын Евгений, скончалась от туберкулёза.
Сестра — Ефросинья (1883—1885) погибла от ожогов в результате несчастного случая.
Брат — Сергей (? — 1905), младший ребёнок в семье. Занимался распространением нелегальной литературы, вероятно, был членом социал-демократической партии. Погиб во время Киевского погрома, был организатором дружины самообороны.